# Pelemrejo
Pelemrejo is een bestuurslaag in het regentschap Boyolali van de provincie Midden-Java, Indonesië. Pelemrejo telt 2072 inwoners (volkstelling 2010).